# Henri Jansen
Henri Louis Jansen (Schaarbeek, 29 september 1891 – 23 februari 1971) was een Belgische syndicalist.

## Levensloop
Jansen was werkzaam als onderwijzer. Nog voor de Eerste Wereldoorlog werd hij syndicaal actief in de Centrale van het Socialistisch Onderwijzend Personeel (CSOP). Tijdens de oorlog verbleef hij in een Duitse gevangenis. 
In 1921 werd hij adjunct-secretaris van het Syndikaat van het Brussels Onderwijzend Personeel, hieropvolgend penningmeester en in 1923 nationaal secretaris van de CSOP.
Tijdens de Tweede Wereldoorlog werd hij aangesteld als algemeen secretaris van het ASOD. Nadat in 1945 de ACOD werd opgericht, werd Jansen aangesteld als nationaal secretaris. In 1946 volgde hij Joseph Bracops op als voorzitter, een functie die hij uitoefende tot 1956. Hij werd in deze hoedanigheid opgevolgd door Georges Debunne.